# Old Town (Chicago)
Pour les articles homonymes, voir Old Town.
Old Town est un quartier qui s'étend sur les secteurs communautaires de Near North Side et Lincoln Park dans la ville de Chicago, aux États-Unis. C'est l'un des nombreux quartiers qui composent le secteur de Near North Side, et est populaire auprès des touristes et des habitants de Chicago. La troupe d’improvisation théâtrale The Second City ainsi que le Bijou Theater se situent dans le quartier.

## Description
Le quartier est délimité par Division Street au sud, Clybourn Avenue au sud-ouest, Larrabee Street à l'ouest (jusqu'à North Avenue), Ogden Avenue au nord-est et Clark Street à l'est. Durant les premières années, le quartier fut habité essentiellement par des immigrants allemands qui ont construit la grande église Saint-Michel dans les années 1850. Elle domina longtemps le quartier avec son clocher, puis dans les années 1960 le quartier est devenu un centre de la culture hippie. Old Town est divisé en deux parties, délimité par North Avenue. La partie nord fait partie de Lincoln Park et la partie sud fait partie du Near North Side.
Old Town comprend dans ses limites le quartier historique de Old Town Triangle Historic District qui constitue aujourd'hui un Chicago Landmark. "The Old Town Triangle" est délimité à l'ouest par Ogden Avenue, à l'est par Clark Street et au sud par North Avenue. Il est situé au cœur du secteur de Lincoln Park et fait partie du 43e ward de la ville. Depuis quelque temps, le quartier s'est embourgeoisé et fait maintenant partie des quartiers aisés de la ville de Chicago.